# 喬陵
喬陵，是中国金朝开国皇帝金太祖的长兄乌雅束的陵墓。
1113年，完颜乌雅束去世。金熙宗即位后，追伯祖父谥号为恭简皇帝，庙号康宗，皇统四年（1144年），称他在金上京（今黑龙江省阿城市白城子）附近的墓葬地为乔陵。正隆元年（1156年），完颜亮将乌雅束改葬于大房山（今北京市房山区），陵号依然是喬陵。明朝末年，因为后金反明，被明朝政府破坏。